# Tomaž
Tomaž je moško osebno ime. Pojavlja se tudi kot priimek.

## Slovenske različice
Tom, Toma, Tomaj, Tomas, Tomaš (pri Prekmurcih), Tomažek, Tomčo, Tome, Tomek, Tomi, Tomica, Tomislav, Tomo

## Tujejezikovne različice
Foma, Thomas, Tomas, Tomás, Toma, Tom, Tomica, Tomislav, Thomasius, Thomy, Tommy, Tomy, Tomo, Tamás, Tomáš, Tomasz, Tomek, Tomčo

## Izvor imena
Tomaž je svetopisemsko ime in izhaja iz latinskega imena Thomas, to pa tako kot grško Θωμς Thōmás iz aramejskega Toma z nekdanjim pomenom »dvojček«.

## Pogostost imena
Po podatkih Statističnega urada Republike Slovenije je bilo na dan 31. decembra 2007 v Sloveniji 11.463 oseb z imenom Tomaž. Ime Tomaž je bilo na ta dan med vsemi moškimi imeni po pogostosti uporabe na 14. mestu.

## Izpeljanke priimkov
Iz imena Tomaž in njegovih različic je nastalo precej priimkov, npr.: Tomaž, Tomaževič, Tomažič, Tomažin, Tomažinčič, Tomc, Tome, Tomec, Tomac, Tomazo,  Tomič, Tomlje, Tomše, Tomšič, Tomko ...

## Svetniška imena
- Tomaž je ime več svetnikov. Zelo znan je svetopisemski Tomaž, eden od dvanajstih Jezusovih apostolov, god 3. julija, ki ni verjel, da je Jezus vstal od mrtvih. Zato je dobil vzdevek  ne(je)verni Tomaž.
- Tomaž Akvinski iz 13. stoletja, ki god praznuje 28. januarja, dominikanec in znan predstavnik sholastike.

## Osebni praznik
V našem koledarju z izborom svetniških imen, udomačenih med Slovenci in njihovimi godovnimi dnevi po novem bogoslužnem koledarju je ime Tomaž zapisano 6 krat. Pregled godovnih dni v katerih poleg Tomaža godujejo še Tomo in Tomislav ter osebe katerih imena nastopajo kot različice navedenih imen.
- 28. januar, Tomaž Akvinski, cerkveni učitelj († 7. mar. 1274)
- 9. april, Tomaž Tolentinski, mučenec
- 22. junij, Tomaž More, mučenec († 22. jun. 1535)
- 3. julij, apostol Tomaž
- 22. september, Tomaž Villanovski, škof (22. sep. 1555)
- 21. december - Tomaž Becket, škof († 29. dec. 1170)

## Imena krajev
Na Slovenskem so svetemu Tomažu sezidali 34 cerkva. Po njih so poimenovali tudi več naselji:Sveti Tomaž (Škofja Loka), Sveti Tomaž, Stomaž.